# Geococcus pusillus
Geococcus pusillus är en korsblommig växtart som beskrevs av Drummond och Harvey. Geococcus pusillus ingår i släktet Geococcus och familjen korsblommiga växter. Inga underarter finns listade i Catalogue of Life.